# Alexandre Dubois
Alexandre Dubois (né en 1655 - mort le 8 octobre 1739 à Rumegies) était curé de Rumegies et chroniqueur de 1686 à son décès.

## Biographie
Son journal, tenu régulièrement pendant vingt-cinq ans, témoigne des préoccupations d’un curé de campagne influencé par le jansénisme. Il a été édité par l’historien Henri Platelle, sous le titre « Journal d’un curé de campagne au XVIIe siècle ». 
Sans doute originaire de Rumegies où sa famille était installée, Alexandre Dubois avait été titulaire de la chapellenie Notre-Dame dans l’église paroissiale de Saint-Amand, de 1684 à 1686, avant de devenir curé de paroisse à Rumegies dans le diocèse de Tournai. En 1694, il entreprend de raconter, dans son journal, les événements survenus dans sa paroisse depuis huit ans, puis poursuit ce travail de chroniqueur jusqu'à sa mort, de façon plus ou moins régulière. Il y copie également des textes importants, tels la déclaration de guerre de Louis XIV à l’Espagne en 1690. La situation des habitants de Rumegies, qui subissent les effets directs des guerres, y revient de façon récurrente. 
Très influencé par Gilbert de Choiseul du Plessis Praslin, évêque de Tournai de 1671 à 1689, Alexandre Dubois se passionne pour le débat sur le jansénisme. Il témoigne souvent de son antipathie pour les Jésuites et les ordres mendiants, dont il craint l’influence sur ses paroissiens. À l’occasion de la mort d’Antoine Arnauld, il fait l’éloge de ce dernier dans son journal. Par contre, lors de la bulle Unigenitus, il se contente de noter les arguments des uns et des autres, en déclarant ne pas vouloir prendre d’autre parti que celui de l'Église. Dès lors, il semble plus détaché des affaires de son parti. 